# Henrik Bejke
Henrik Bejke, född 12 januari 1958, död 1 april 2022, var en svensk författare och nyliberal debattör. Han var redaktör för tidskriften Nyliberalen från 1983 och dess ansvarige utgivare, och han var aktiv inom Frihetsfronten (bland annat som styrelseledamot) sedan grundandet 1990.
Bejke var också under många år engagerad i Fria Moderata Studentförbundet.

## Utgivna böcker
- Nyliberalismens Idéer, Johan Norberg & Henrik Bejke, 1995, Frihetsfrontens förlag.